# Tomás Eloy Martínez
Tomás Eloy Martínez (Tucumã, 16 de julho de 1934 – Buenos Aires, 31 de janeiro de 2010) foi um jornalista e escritor argentino.
Formou-se em literatura espanhola e latino-americana na Universidade Nacional de Tucumán. De 1957 a 1961 foi crítico de cinema do jornal La Nación, em Buenos Aires, e então se tornou editor chefe (1962-69) da revista Primera Plana. De 1969 a 1970 trabalhou como repórter em Paris. 
De 1975 a 83, Martinéz viveu exilado em Caracas, Venezuela, onde continuou atuando como jornalista, fundando o jornal El Diario. Em seu livro Memórias do General, Martínez diz que foi ameaçado pela "AAA", Alianza Anticomunista Argentina, ou Triple A.
Depois, fundou o jornal Siglo 21 em Guadalajara, México, e criou o suplemento literário Primer Plano para o jornal Página/12 em Buenos Aires.
Martínez também foi professor na Universidade de Maryland. 
Publicou um grande número de livros. Um deles, Santa Evita, foi traduzido para 32 idiomas e publicado em 50 países. Foi premiado por seu livro O Voo da Rainha em 2002. Seu último livro é Purgatório.

## Principais livros
- Sagrado (1969)
- La Pasión según Trelew (1973, reeditado em 1997)
- La novela de Perón (1985)
- A Mão do Amo (1991)
- Las memorias del General (1996)
- Lugar común la muerte (1998)
- El sueño argentino (1999)
- Ficciones verdaderas (2000)
- O Voo da Rainha (2002)
- Réquiem por un país perdido (2003)
- Las vidas del General (2004)
- El cantor de tango (2004)
- Purgatório (2009)
- Santa Evita